# Lliga de Defensa de l'Arbre Fruiter
La Lliga de Defensa de l'Arbre Fruiter fou una institució catalana nascuda l'any 1904 i impulsada pel tenor Francesc Viñas. Aquesta tingué com a òrgan de comunicació un butlletí que es publicà entre 1909 i 1936 amb la col·laboració de personalitats destacades de la vida local i fins i tot catalana.
Segons el propi butlletí, la lliga estava dedicat als interessos morals, socials i agrícoles de la comarca. A més, estava directament relacionada amb l'Església Catòlica, sent editada a la població de Vic i amb el Bisbe de Vic com a organitzador de la Lliga.
Aquest butlletí, semblant a un diari local, es dividia en diverses seccions; La més important fou la de societat, que s'encarregava de comunicar als socis de la Lliga dels successos de la vila. També tenia altres seccions, com la propaganda a obres morals i socials, d'agricultura, la divulgació de pràctiques modernes i més endavant també fora incorporat un resum dels partits de futbol que jugava el Club Esportiu Moià.
Com a curiositats, es poden llegir cròniques del pas per Moià d'Alfons XIII d'Espanya i l'accident de la seva comitiva a la població de Collsuspina, del partit de Festa Major en que participà el Futbol Club Barcelona o de la passejada militar en que participà José Antonio Primo de Rivera fill del general Miguel Primo de Rivera Orbaneja.